# Этервиль
Этерви́ль (фр. Éterville) — коммуна во Франции, находится в регионе Нижняя Нормандия. Департамент коммуны — Кальвадос. Входит в состав кантона Эвреси. Округ коммуны — Кан.
Код INSEE коммуны — 14254.

## Население
Население коммуны на 2010 год составляло 1376 человек.
| 1962 | 1968 | 1975 | 1982 | 1990 | 1999 | 2010 |
| ---- | ---- | ---- | ---- | ---- | ---- | ---- |
| 307  | 319  | 378  | 493  | 766  | 1043 | 1376 |

## Экономика
В 2010 году среди 929 человек трудоспособного возраста (15—64 лет) 731 были экономически активными, 198 — неактивными (показатель активности — 78,7 %, в 1999 году было 72,2 %). Из 731 активных жителей работали 684 человека (332 мужчины и 352 женщины), безработных было 47 (23 мужчины и 24 женщины). Среди 198 неактивных 101 человек были учениками или студентами, 71 — пенсионерами, 26 были неактивными по другим причинам.